# 小川麗音
小川 麗音（おがわ れおん、1994年3月28日 - ）は、大阪府出身の元タレント。アライブエンタテインメントに所属し、主に関西で活動していた。愛称は「れおたん」。

## 人物
- 大阪で生まれ育ち、現在も大阪府大阪市在住。
- あだ名が無かったのでブログにて募集した結果「れおたん」に決定した。ちなみに小学生の時のあだ名は「でこピカフラッシュ」。
- 将来は世間を騒がせるような人になりたいと思っている。
- 趣味はコキンちゃん集め、岩盤浴、焼き鳥やさんめぐり、寝ること。最近はヒトカラ（ひとりカラオケ）にはまっている。
- ネイルに凝っている。
- 特技はヘッドバンギング・自画撮り。
- 長所はいつも元気で笑ってる所。
- 短所はかまってくれないと落ち込む所。
- 尊敬するタレントは沢尻エリカ。
- 好きな食べ物はオムライスとバナナ。ちなみに以前はサインの隣には必ずバナナの絵を描いていたが今は描いていない。あと焼き鳥は毎日食べても良いくらい大好き。
- 嫌いな食べ物はプチトマト。
- 好きな色はピンク。
- 旅行で行ってみたい国はアメリカ。都市はラスベガス。
- 自宅では犬を飼っている。

## 経歴
- 高校生の時から焼き鳥屋さんでアルバイトをしていた。焼き鳥に関してはプロ。
- 高校卒業後は黒ギャルで活動していたが、今後はやらないとの事。
- 2013年1月から株式会社アライブエンタテインメントに所属。モデルデビュー[1]。
- 2013年3月からはジャンバリ天使として活動していた。2014年4月からはパチンコ店ヴィーナスギャラリーのイメージガールである「なないろヴィーナス」の一員として活躍。他のメンバーは松浦三佳と原紀舟。
- ファイティングガールズの一員として「ファイティングガールズ　in大阪」（2013年10月12日開催）に参戦。二種類のDVDも発売された。
- 2014年4月に『女の子宣言! アゲぽよTV』（毎日放送）のアゲぽよガールズの第5期生に選ばれた。アゲぽよNO.50、キャッチフレーズは、「底辺×高さ÷お芋」。
- 2014年4月28日にDVD「あなただけ見つめてる!」を発売。5月10日にはアキバソフマップで初のDVD発売イベントを開催。
- ミスアクション2015サバイバルオーディションに参加。ファイナリスト。
- 2014年9月15日にDVD（タイトル「あなただけ見つめてる!」）の発売イベントを地元大阪の信長書店日本橋店で開催。
- 2013年12月からほぼ毎月個人撮影会を開催しているが、2015年3月28日の21歳の誕生日に開催された撮影会では初のソロ撮影会が開催された。
- 2015年5月5日にイメージガールを務めるヴィーナスギャラリー神戸店にて個人イベントを開催。
- 2015年5月6日に女の子宣言! アゲぽよTVのイベント「ぽよフェス ♪春の音楽会」が心斎橋Music Club JANUSにて開催されアゲぽよガールズのメンバーと出演した。
- 2015年9月16日放送の『女の子宣言! アゲぽよTV』で、6期生の未稀りあるとともにアゲぽよガールズを卒業し、芸能界を引退することが発表された。引退後は、祖父が経営する家業を引き継ぐことになっている。寿司屋。

## 撮影会
- 「エモーション撮影会」「ミスアクション 2014撮影会」（2013年6月13日）
- 「エモーション撮影会」（2013年7月21日）
- 「エモーション撮影会」（2013年9月16日）
- 「エモーション撮影会」初の個人撮影会（2013年11月16日）
- 「エモーション撮影会」個人撮影会（2013年12月23日）
- 「エモーション撮影会」個人撮影会（2014年1月11日）
- 「エモーション撮影会」個人撮影会（2014年2月11日）
- 「エモーション撮影会」個人撮影会（2014年3月16日）
- 「エモーション撮影会」個人撮影会（2014年4月12日）
- 「エモーション撮影会」個人撮影会（2014年5月18日）
- 「エモーション撮影会」「ミスアクション 2015撮影会」（2014年6月8日）
- 「エモーション撮影会」個人撮影会（2014年6月28日）
- 「エモーション撮影会」個人撮影会（2014年7月20日）
- 「エモーション撮影会」「ミスアクション 2015撮影会」（2014年8月3日）
- 「エモーション撮影会」個人撮影会（2014年8月24日）
- 「エモーション撮影会」「ミスアクション 2015撮影会」（2014年9月13日）
- 「エモーション撮影会」「ミスアクション 2015撮影会」（2014年10月12日）
- 「エモーション撮影会」個人撮影会（2014年10月26日）
- 「エモーション撮影会」「ミスアクション 2015撮影会」（2014年11月2日）
- 「エモーション撮影会」個人撮影会（2014年11月24日）
- 「エモーション撮影会」「ミスアクション 2015撮影会」（2014年12月6日）
- 「エモーション撮影会」個人撮影会（2014年12月20日）
- 「エモーション撮影会」個人撮影会（2015年1月10日）
- 「エモーション撮影会」「ミスアクション 2015撮影会」（2015年1月25日）
- 「エモーション撮影会」個人撮影会（2015年2月15日）
- 「エモーション撮影会」「ミスアクション 2015撮影会」（2015年3月1日）
- 「エモーション撮影会」「ミスアクション 2015撮影会」（2015年3月15日）
- 「エモーション撮影会」個人撮影会（2015年3月28日）
- 「エモーション撮影会」個人撮影会（2015年4月11日）
- 「エモーション撮影会」個人撮影会（2015年5月23日）
- 「エモーション撮影会」個人撮影会（2015年6月13日）
- 「エモーション撮影会」個人撮影会（2015年7月11日）

## Web モデル
- 「OCスタイル」（2013年2月）

## テレビ出演
- 「妄想ガールズSTYLE」関西テレビ（2013年2月23日）
- 「ビーバップハイヒール」朝日放送（2013年4月18日）
- 「ミュージックエッジ」毎日放送（2013年6月17日）
- 「女の子宣言! アゲぽよTV」毎日放送（2014年4月～2015年9月）
- 「新P-style TV」サンテレビ（2014年10月～2015年9月）

## Web 配信
- 「雀サクッTV」（雀サクッTV）（2013年2月27日）

## DVD
- 「BATTLE プロレスアイドル列伝 2」（販売元:バトルオンライン）（2013年10月11日発売）
- 「BATTLE プロレスアイドル列伝VS男子レスラー4小川麗音」（販売元:バトルオンライン）（2013年10月11日発売）
- 「あなただけ見つめてる!」（販売元:オルスタックソフト販売）（2014年4月28日発売）

## 雑誌
- 「ジャンバリ 7月号」（2013年5月）
- 「関西ウォーカー 7月30日発売号」（2013年7月）
- 「ジャンバリ 9月号」（2013年8月）
- 「関西夏ウォーカー」（2014年5月）